# Common Workflow Language
El Common Workflow Language (CWL) és un estàndard per descriure fluxos de treball computacionals d'anàlisis de dades. El desenvolupament del CWL està enfocat sobretot per a usos intensius de dades, com el que es donen a la bioinformàtica, amb imatges mèdiques, a l'astronomia, a la física o a la química. Un dels objectius clau del CWL és que el flux de treball pugui ser portable i, per tant, reproduïble en entorns computacionals diferents.
El CWL sorgeix de les de discussions durant el 2014 entre Peter Amstutz, John Chilton, Nebojsa Tijanic, i Michael R. Crusoe (dels programes Galaxy, Arvados, i Seven Bridges) durant la conferència BOSC 2014 de l'Open Bioinformatics Foundation.
CWL és compatible amb diferents entorns, com ara com Apache Airflow (gràcies a CWL-Airflow), Arvados, Rabix, i Toil, i va ser considerat el 2017 com una de les tendències futures en el desenvolupament d'eines d'anàlisis bioinformàtiques. Altres entorns que poden utilitzar CWL són: Apache Taverna, Cromwell workflow Engine, Galaxy, i REANA - Reusable Analyses.

## Disponibilitat
Les especificacions del CWL es desenvolupen de forma informal per un grup de diferents proveïdors compost per organitzacions i individus, que fan disponible llurs contribucions a un repositori de Github sota la Llicència Apache 2.0.